# Металлург-Видное
«Металлу́рг-Ви́дное» — российский футбольный клуб из города Видное. Основан в 2020 году. В сезонах 2020/21 и 2021/22 выступал в ПФЛ/ФНЛ-2. Домашний стадион — «Металлург» в Видном.

## История
В сезоне 2020/21 «Металлург-Видное» заявился для участия в Первенстве ПФЛ.
9 июня 2022 года стало известно, что в списке клубов Второго дивизиона ФНЛ, получивших лицензии РФС на сезон 2022/23, «Металлург-Видное» отсутствует.
В сезоне 2023 года команда принимала участие в чемпионате Московской области, Лига «А» (в рамках III дивизиона — первенство России среди ЛФК), начинала сезон под названием «Металлург-Видное-2», главный тренер — Юрий Быков.

## Статистика выступлений в ПФЛ и ФНЛ
| Первенство | Первенство      | Первенство | Первенство | Первенство | Первенство | Первенство | Первенство | Первенство | Первенство                                                   | Кубок |
| Сезон      | Лига            | Место      | И          | В          | Н          | П          | Мячи       | О          | Примечания                                                   | Кубок |
| ---------- | --------------- | ---------- | ---------- | ---------- | ---------- | ---------- | ---------- | ---------- | ------------------------------------------------------------ | ----- |
| 2020/21    | ПФЛ, группа 3   | 14 из 16   | 30         | 8          | 1          | 21         | 32-76      | 25         |                                                              | 1/128 |
| 2021/22    | ФНЛ-2, группа 3 | 21 из 22   | 20         | 2          | 3          | 15         | 22-58      | 9          | 1-й этап, подгруппа 1 — 11-е место из 11                     | 1/256 |
| 2021/22    | ФНЛ-2, группа 3 | 21 из 22   | 10         | 3          | 1          | 6          | 15-22      | 10         | 2-й этап, подгруппа «Б» (за 13—22-е места) — 9-е место из 10 | 1/256 |

1. ↑  Первенство проходило в два этапа, на втором этапе учитывалась часть матчей первого этапа. Приведены показатели в сыгранных матчах на втором этапе.
2. ↑  Второй этап команда начала с 8-го места из 10.

### Главные тренеры
- 2020/21 — Свечкарь Сергей Алексеевич
- 2021/22 — Константинов Сергей Владимирович, Кузнецов Дмитрий Викторович (с 21 апреля 2022)

## Вторая команда
Вторая команда «Металлург-Видное-2» играла в первенстве России среди ЛФК (III дивизион) в сезонах 2020 и 2021 (зона «Московская область», Лига «Б»), в 2020 году она заменила там команду «Видное», участвовавшую в предыдущих сезонах.
| Первенство ЛФК | Первенство ЛФК             | Первенство ЛФК | Первенство ЛФК | Первенство ЛФК | Первенство ЛФК | Первенство ЛФК | Первенство ЛФК | Первенство ЛФК | Первенство ЛФК | Кубок ЛФК, МО         | Примечания                              |
| Сезон          | Лига                       | Лига           | Место          | И              | В              | Н              | П              | Мячи           | О              | Кубок ЛФК, МО         | Примечания                              |
| -------------- | -------------------------- | -------------- | -------------- | -------------- | -------------- | -------------- | -------------- | -------------- | -------------- | --------------------- | --------------------------------------- |
| 2020           | III дивизион, МО, Лига «Б» | зона 1         | 14 из 22       | 10             | 3              | 2              | 5              | 15-18          | 11             | не проводился         | 7-е место из 11                         |
| 2020           | III дивизион, МО, Лига «Б» | плей-офф       | 14 из 22       | 2              | 1              | 0              | 1              | 3-5            | 3              | не проводился         | стык. матчи за 13—14-е места в Лиге «Б» |
| 2021           | III дивизион, МО, Лига «Б» | зона 1         | 8 из 13        | 24             | 9              | 2              | 13             | 42-48          | 29             | 1/8 финала Кубка Лиги |                                         |

В сезоне 2022 место команды «Металлург-Видное-2» в Лиге «Б» первенства Московской области (лига «Б» стала относиться к IV дивизиону) заняла команда «Видное» (Ленинский городской округ).